# アヴィロン・パレスチナ・アビエーション

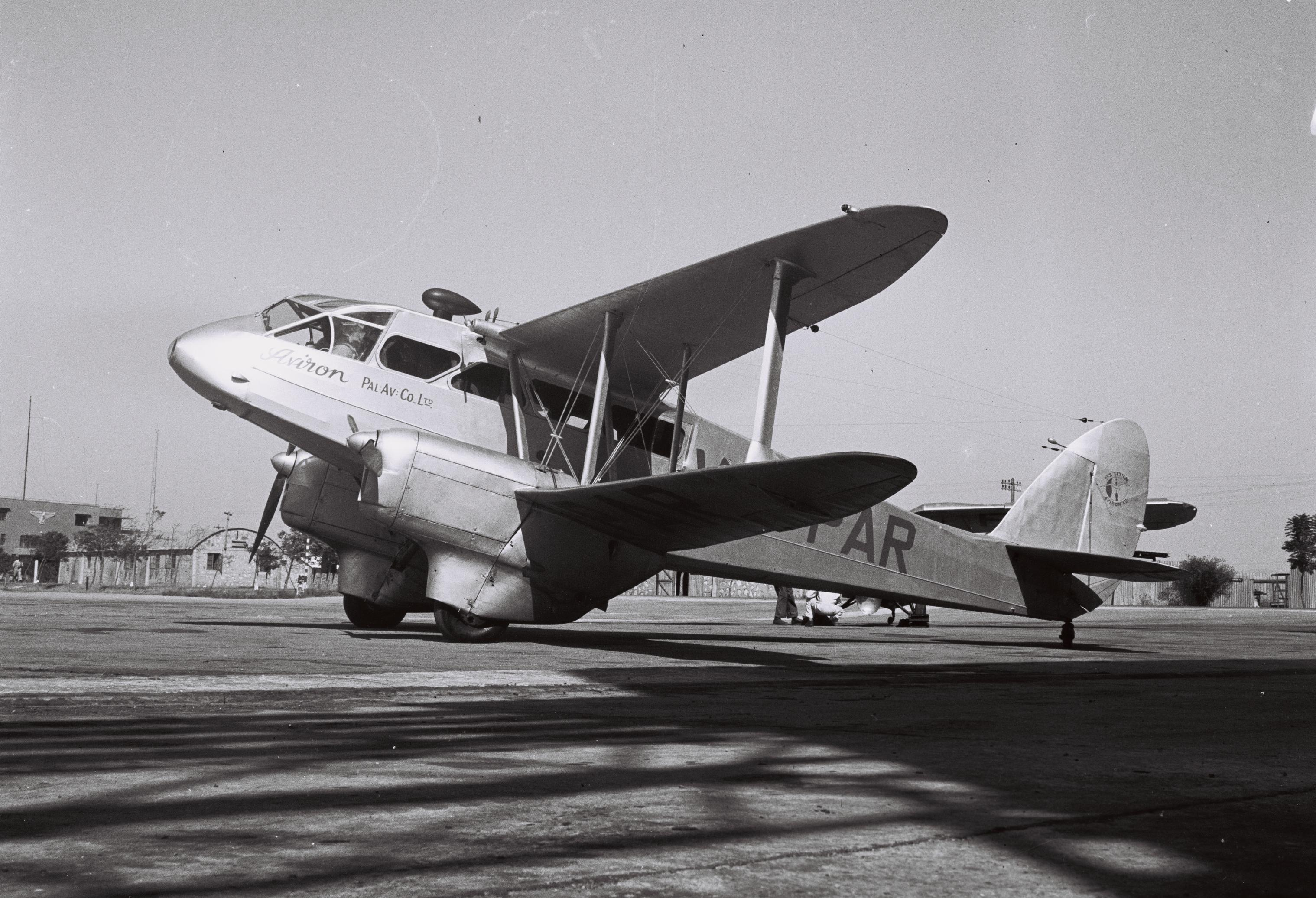
アヴィロンのドラゴンラピード
(VQ-PAR, 1947年)

アヴィロン・パレスチナ・アビエーション・カンパニー (Aviron Palestine Aviation Company Ltd)は、1936年にイギリス委任統治領パレスチナで設立されたユダヤ人の航空会社である。
"アヴィロン"はヘブライ語で航空機を意味する語で、この会社は民間航空輸送よりも飛行訓練を行う学校としての活動を主に行っていた事で知られている。後のイスラエル空軍の前身となるハガナーの航空部隊"パルアビア"、"シェルート・アビア"のパイロットや整備員の養成に尽力し、最終的にはイスラエル空軍に統合される形でその役目を終えた。

## 歴史

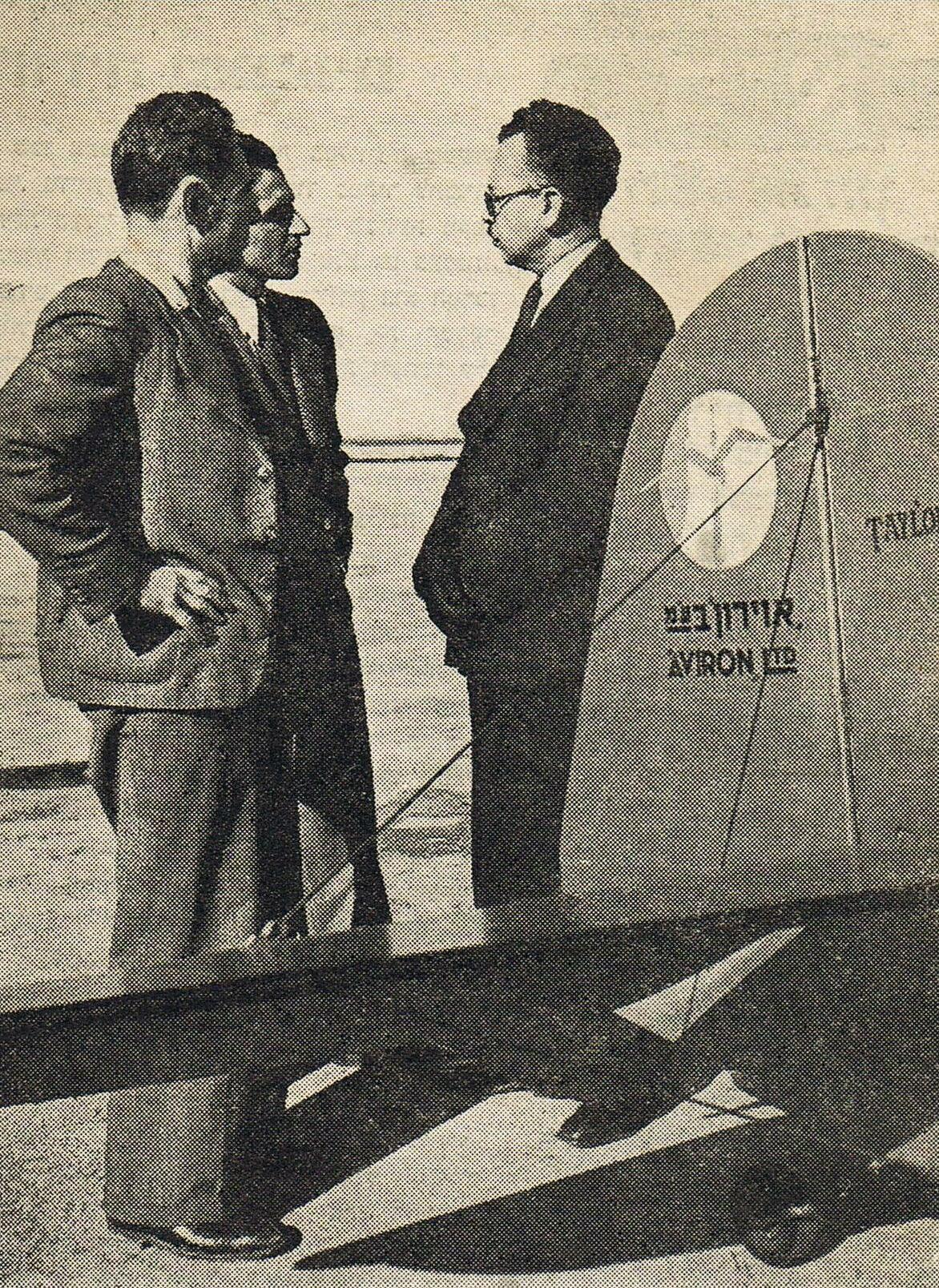
アヴィロンのエンジニアと話すドブ・ホズとイツハク・ベン＝ヤーコブ

アヴィロンはユダヤ機関、ヒスタドルート、ユダヤ民族評議会の協力事業として設立され、またハガナーとも密接に協力関係にあった。アヴィロンの最初のCEOにはハガナーの指導者でもあったドブ・ホズが就任した。最初の民間航空路線はハイファ、リッダ、ティベリア間に就航したとされるが、実際にどのような頻度で運行されていたかは不明である。
1938年にはヨルダン渓谷に位置するキブツ、アフィキムに拠点を移し、この地にアヴィロン・フライングスクール (Aviron flying school) が開設された。1939年には最初の11人の卒業生がパイロットライセンスを受け取った。
アヴィロンの最初の運用機はイスラエル飛行クラブが保有していたRWD-8とイシューブを通じて入手したタイガーモス (VQ-PAN)各1機で、1939年7月には2機のRWD-13(VQ-PAL, VQ-PAM)が加わり、同年12月には1機のRWD-15 (VQ-PAE)も追加された。
同じ頃、民間の飛行クラブ (実際にはハガナーが航空機パイロットを養成する目的で結成していた) のひとつであった"パレスチナ・フライングサービス"がアヴィロンに合併され、彼らの保有していた3機のテイラークラフトBもアヴィロンに移管された。
1940年12月には、自動車事故によりCEOのドブ・ホズ、および同乗していた家族と、ホズと共にアヴィロンを牽引した幹部であったイツハク・ベン＝ヤーコブが死亡した。
1942年の時点で、アヴィロン・フライングスクールからは計95名の卒業生が輩出されていた。1943年になると、ハガナーの精鋭戦闘部隊である"パルマッハ" (突撃隊、の意) の航空部門として"パルアビア" (航空中隊、の意) が設立された。パルアビアは引き続きアヴィロンでの飛行訓練を行った。
同年、イギリス政府によりハガナーおよびパルマッハが一度非合法化され武装解除が試みられたが、この際パルアビアは民間の組織"パレスチナ・フライングクラブ"と称して飛行訓練を続けていた。
第二次世界大戦を通じ、パレスチナ在住のユダヤ人の多くがボランティアとして当地の連合軍に協力し、大戦が終結した時点で、パレスチナのユダヤ人のうち約2,500人が何らかの形で連合軍の空軍で働いた経験を持っていた。
第二次世界大戦後の1947年に、イスラエル独立の気運が高まりパルアビアは新組織"シェルート・アビア" (航空部門、の意) に拡張され、アヴィロンも名前は残っていたが実態としてはシェルート・アビアに合流する形となり、拠点をアフィキムからテルアビブに移した。翌1948年にシェルート・アビアは "Heil HaAvir" すなわちイスラエル空軍となり、この頃には会社としてのアヴィロンの名も完全に消滅した。

## 運用機材
- RWD-15 - 機体記号：VQ-PAE - 1939年12月に導入[1][4]。1947年のシェルート・アビア設立の際、修理中であったため放棄された。
- RWD-13 - 機体記号：VQ-PAF - パレスチナ・フライングサービスから引き渡された[4]。
- RWD-8 - 機体記号：VQ-PAGもしくはVQ-PAK - イスラエル飛行クラブから引き渡された機体。
- テイラークラフトB（英語版） - 機体記号：VQ-PAH - パレスチナ・フライングサービスから引き渡された。この機体はテイラークラフト モデルA（英語版）であるとする資料もある。
- テイラークラフトB（英語版） - 機体記号：VQ-PAI - パレスチナ・フライングサービスから引き渡された[1]。
- テイラークラフトB（英語版） - 機体記号：VQ-PAJ - パレスチナ・フライングサービスから引き渡された[1]。
- RWD-13 - 機体記号：VQ-PAL - 1939年7月に購入[1][4]。
- RWD-13 - 機体記号：VQ-PAM - 1939年7月に購入[1][4]。
- デ・ハビランド DH.82 タイガー・モス - 機体記号：VQ-PAN - 1938年に購入。英国での元の機体記号は"G-ACYN"[4]。
- マイルズ M.3 ファルコン・メジャー（英語版） - 機体記号：VQ-PAO - 1940年に購入。後日、カイロ駐留の米国大使に売却された[1][4]。
- ベネシュ・ムラス Be-550 ビビ（英語版） - 機体記号：VQ-PAQ - 1942年に導入。1947年11月に墜落した[1]。
- デ・ハビランド DH.89 ドラゴン・ラピード - 機体記号：VQ-PAR - 1947年に導入。

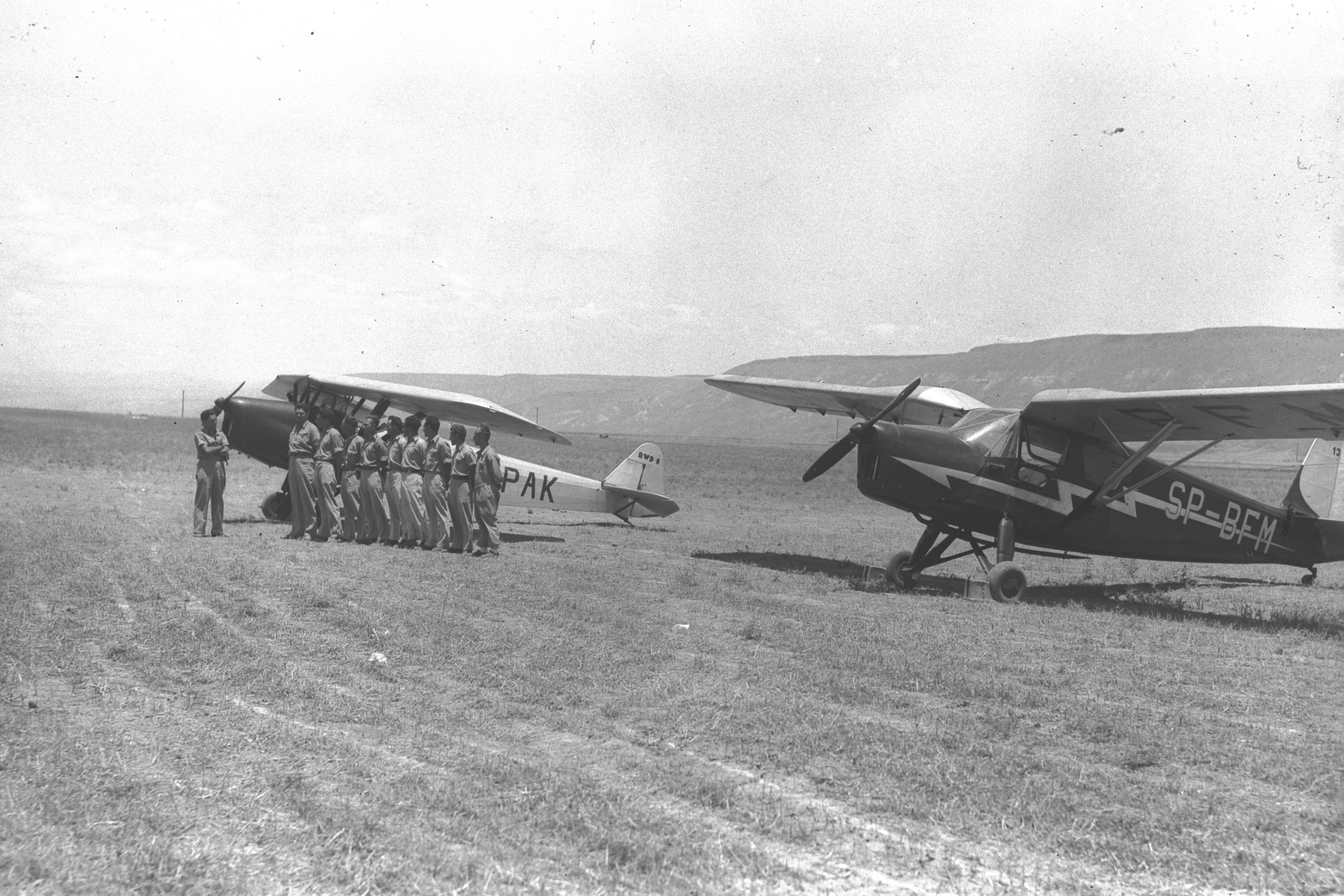
アフィキムの訓練学校に整列するハガナーの航空兵。手前の機はRWD-13、奥はRWD-8。1938年10月。
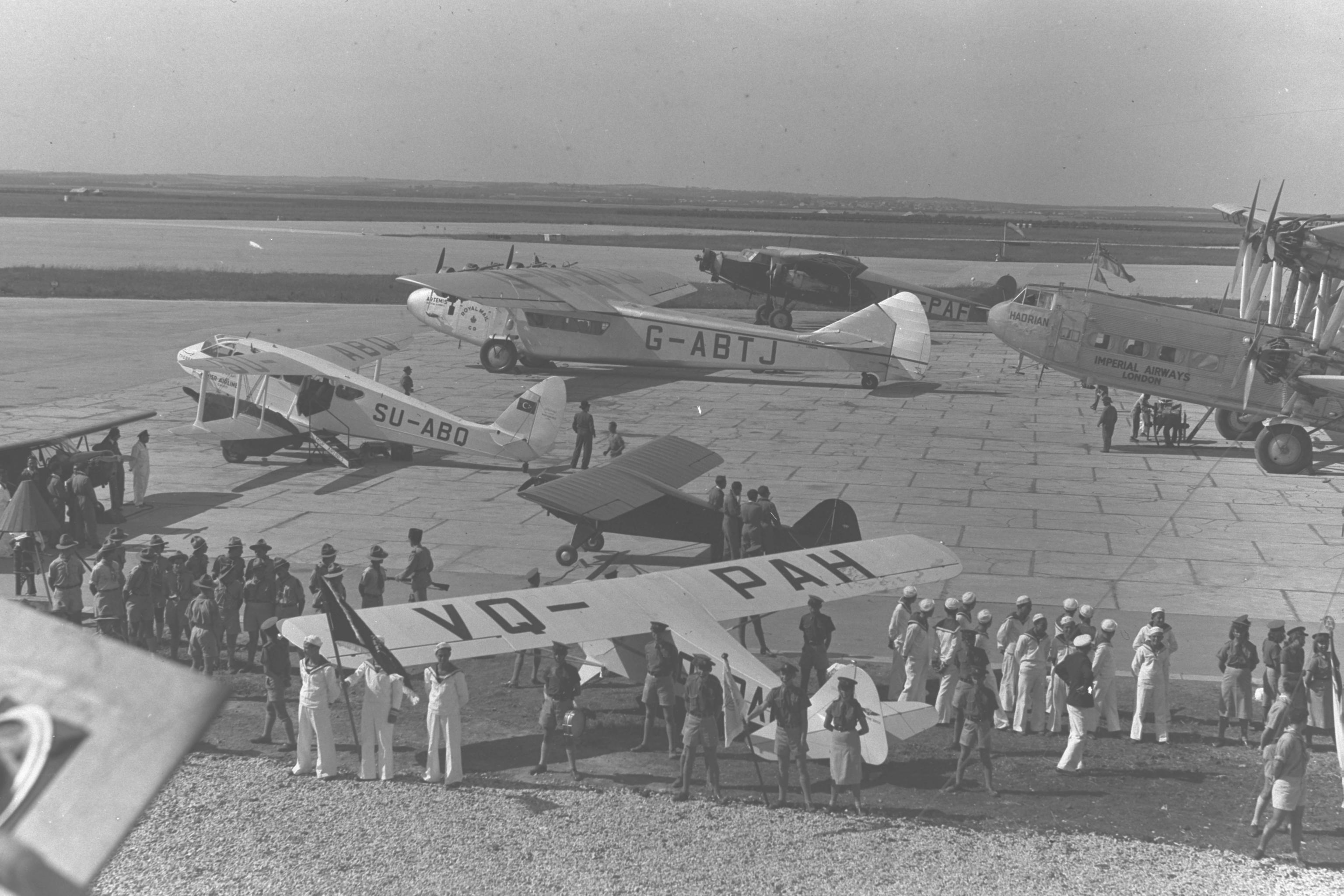
1939年、ロッド空港でのパイロット卒業式の様子。
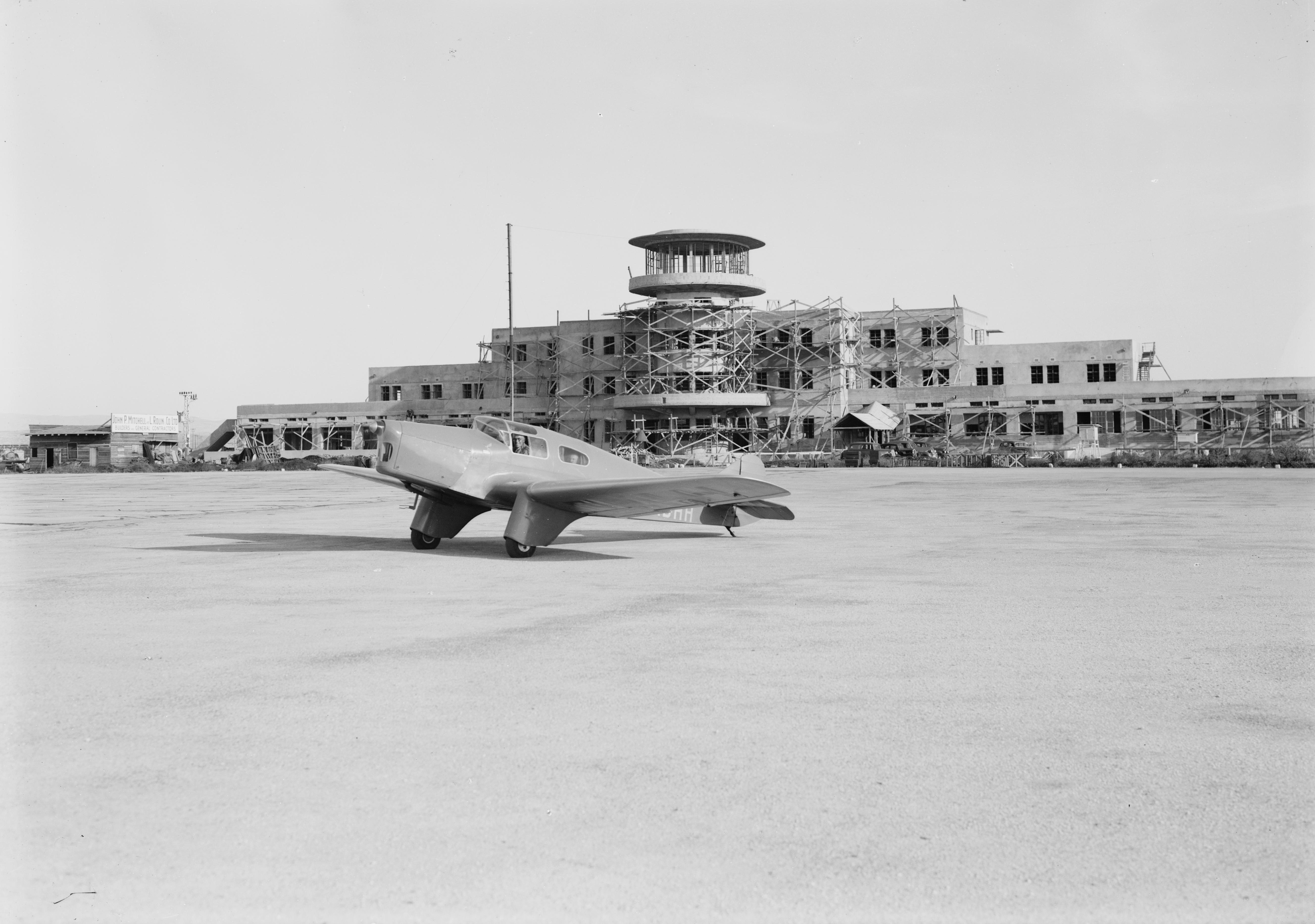
短期間使用されたマイルズ ファルコン（英語版）。ロッド空港。
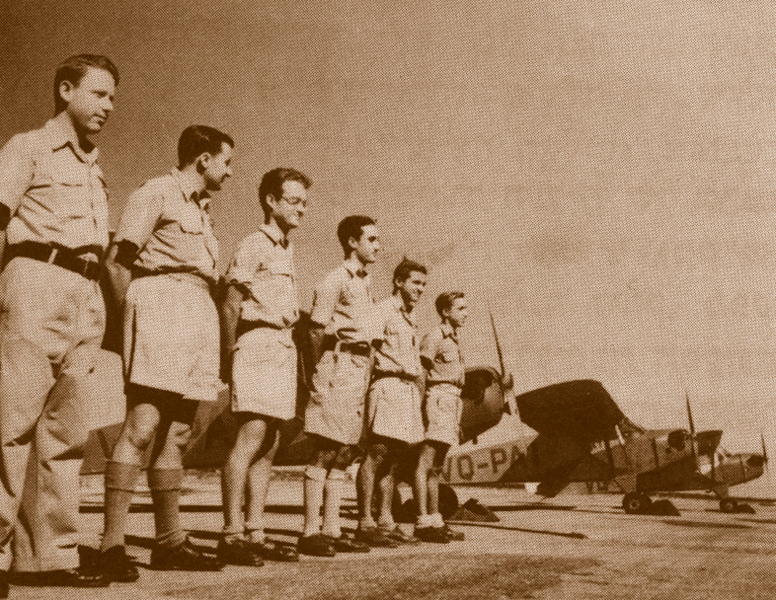
訓練中のパルアビアあるいはシェルート・アビアのメンバー、1947年。